# Joseph Lehmann (1886-1949)
Pour les articles homonymes, voir Joseph Lehmann et Lehmann.
Joseph Lehmann, né le 30 avril 1886 à Colmar où il est mort le 15 mai 1949, surnommé le bon papa Lehmann, est un célèbre industriel colmarien qui fut notamment le président et principal mécène des SR Colmar durant de nombreuses années, et notamment pendant toute sa période professionnelle, de 1937 à 1949. Son décès entraîna la chute du club colmarien en CFA (troisième division) et paradoxalement le repêchage du voisin alsacien, le RC Strasbourg. La mairie de Colmar ne souhaitait en effet pas reprendre le flambeau de Joseph Lehmann.

## Parcours aux SR Colmar
Sous la présidence de Joseph Lehmann, le club des SR Colmar devient champion d'Alsace de football en 1931. En 1937, Lehmann fait passer son club en Division II, dont il finit quatrième. L'année suivante, toujours grâce à Lehmann, le club finit cinquième sur vingt-trois, puis sixième sur quatorze lors de la première édition de D2 organisée après la guerre. En 1946, l'entraineur recruté par Lehmann s'appelle Charles Nicolas. Il mène les SR Colmar à la deuxième place de leur poule, et ainsi les promeut en D1.
La saison en D1 se passe plutôt correctement et le club gagne son maintien sportif en terminant à une honorable 11e place. Sa mort, le 17 mai 1949, à la suite d'une maladie foudroyante, entraine la relégation administrative du club en D2, puis en CFA, dans la mesure où, nonobstant le fait que le football professionnel semblait viable à Colmar, personne n'a pu reprendre le flambeau du président-mécène.